# Radio K.A.O.S.
Radio K.A.O.S. è il secondo album in studio di Roger Waters, pubblicato nel 1987.

## Descrizione
L'album è un concept che racconta le vicende di un ragazzo disabile gallese, Billy, che grazie alla telepatia riesce a collegarsi con una stazione radio di Los Angeles e a dare un segnale di lancio a tutte le basi missilistiche del pianeta, che si distruggeranno a vicenda, liberando il mondo dall'oppressione militare.

## Tracce
Testi e musiche di Roger Waters.
1. Radio Waves – 4:58
2. Who Needs Information – 5:55
3. Me or Him – 5:23
4. The Powers That Be – 4:36
5. Sunset Strip – 4:45
6. Home – 6:00
7. Four Minutes – 4:00
8. The Tide Is Turning (After Live Aid) – 5:43

## Altri brani
Esistono tre brani che sono stati pubblicati come B Side. Due di essi sono stati eseguiti dal vivo nel successivo tour:
1. Going to Live in L.A., racconta di come Benny (fratello di Billy) finisce in galera dal punto di vista di Molly. Compare come B-Side del singolo Radio Waves.[2]
2. Get Back to Radio, racconta di come Benny finisce in galera dal suo punto di vista. Una versione Demo del brano appare come B Side del singolo Sunset Strip insieme ad un'esecuzione live del brano dei Pink Floyd Money. Entrambe le B Side sono disponibili anche sul singolo di The Tide is Turning. Essendo un demo, non è stata eseguita nei concerti del tour come le altre due tracce.
3. Molly's Song (di cui Four Minutes rappresentava la ripresa) parla di come Billy riesca a controllare i satelliti governativi per cercare Molly. Una versione dal vivo del brano compare come B Side del singolo Who Needs Information.[3]

## Trama
Billy, un uomo mentalmente e fisicamente disabile originario del Galles, vive con suo zio David a Los Angeles dopo che suo fratello Benny è stato arrestato in quanto ritenti responsabile della morte di un tassista durante una manifestazione a sostegno dei minatori di carbone in sciopero. L'album esplora la visione del mondo di Billy attraverso una conversazione in onda tra lui e Jim, un disc jockey in una stazione radio locale chiamata Radio KAOS.

## Tour
K.A.O.S. On the Road iniziò il 14 agosto 1987 e finì il 22 novembre a Londra alla Wembley Arena (nei due concerti londinesi fu ospite Clare Torry). La scenografia rappresentava uno studio radiofonico. A metà dei concerti, un attore che interpretava Billy interrompeva l'esibizione. Durante questa pausa il maxi-schermo mostrava il video di Arnold Layne. La scaletta era molto ricca: nel bootleg K.A.O.S. in Wembley si contano ben 33 brani, da vecchi brani come If all'esecuzione integrale dell'ultimo disco di Waters.

## Copertina
La copertina riporta un messaggio in codice morse che significa: "Roger Waters Radio KAOS Who Needs Information Th..." il messaggio è completato nel libretto dell'edizione CD da un altro codice morse ("...e Powers That Be Home The Tide Is Turning Radio Waves").